# Vélorution

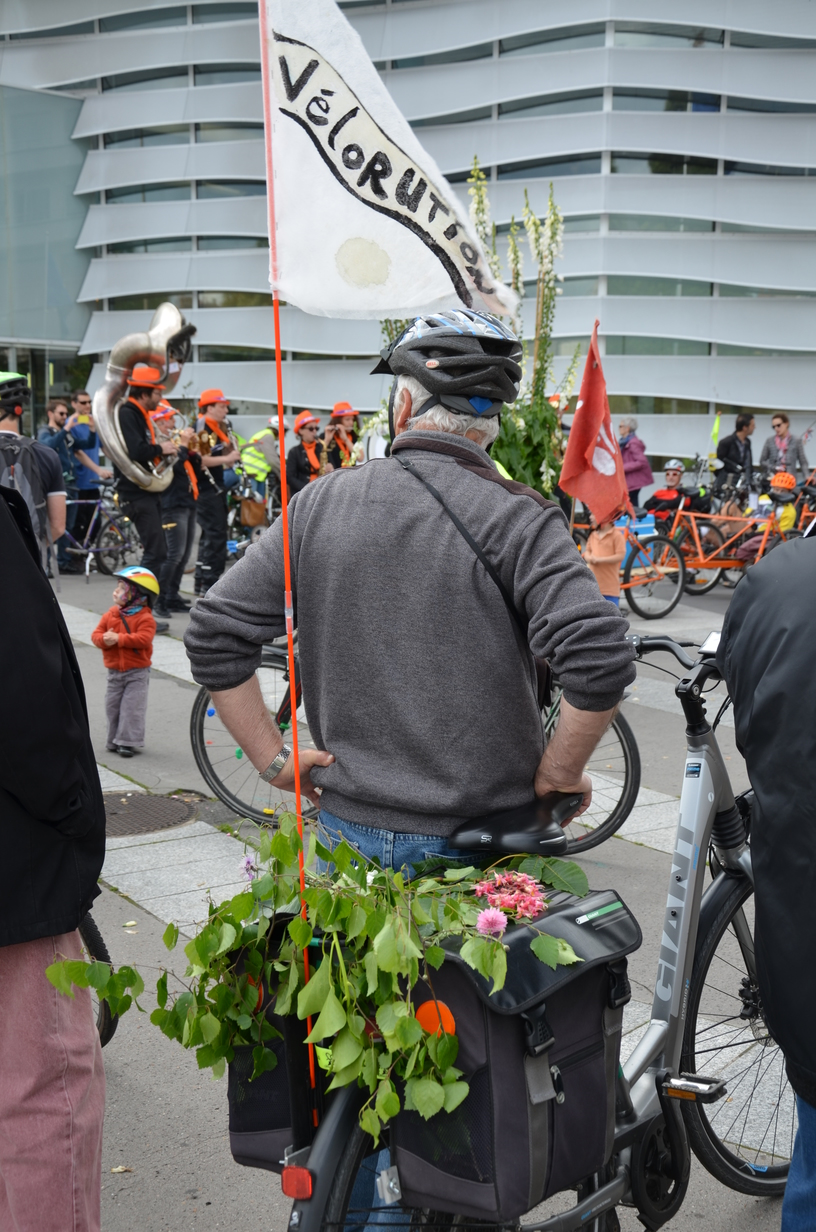
La 8e vélorution orléanaise fait halte devant la médiathèque d'Orléans le samedi 13 mai 2017.

La vélorution, anagramme de révolution commençant par vélo, est le nom d'un mouvement international qui cherche à encourager la population à se libérer de l'emprise des transports polluants dans les déplacements quotidiens.
Le terme désigne également des rassemblements cyclistes, plus connus sous le nom de « masse critique ». Ces évènements ont pour but de promouvoir la bicyclette et la mobilité active dans les déplacements quotidiens, ainsi que faire pression sur les pouvoirs publics pour obtenir de meilleures infrastructures cyclables et réduire la place de la voiture individuelle en ville.
L'invention et l'origine de l'expression sont controversées. Elle est souvent attribuée à Aguigui Mouna, André Dupont de son vrai nom, qui fait sa campagne électorale en tant que non-candidat à l'élection présidentielle française de 1974, à bicyclette, « Je suis un cyclodidacte, la vélorution est en marche ».

## Histoire
La première vélorution sous forme de masse critique a été organisée en France le 22 avril 1972 par Les Amis de la Terre à Paris contre un projet d'autoroute qui devait longer la Seine et traverser la capitale d'est en ouest. Jean-Jacques Pauvert publie en mars 1977 Le Manifeste vélorutionnaire des Amis de la Terre de mai 1976, à la suite de Assez roulé comme ça, on réfléchit de la Fédération des usagers des transports. La manifestation réunit environ 5 000 cyclistes. Tout au long des années 1970, ce terme va être repris pour des actions d'activisme cycliste. La revue écologiste S!lence en fait son titre de une en mars 1983.
En 1992, à San Francisco aux États-Unis, cinquante-deux personnes participent à une manifestation cycliste qu'ils nomment Commute Clot lors du premier évènement, puis Critical Mass (masse critique) les fois suivantes.
Ces actions militantes vont être adoptées partout dans le monde[non neutre]. Dans de nombreuses villes, les cyclistes se regroupent, en général le dernier vendredi du mois, pour ensemble se réapproprier la rue[source secondaire souhaitée], le temps d'une manifestation.

## Développement du mouvement en France
À Paris, les manifestations réapparaissent sous l'appellation de « manifs à vélo » de 1994 à 2002 par Écolo-J (Les Jeunes Écologistes, proches des Verts), devenu ensuite Chiche ! (jeunes écolos et alternatifs) puis les Jeunes Verts. La première manifestation à vélo se termine par une charge de CRS. Les autres manifestations ne donneront lieu ensuite qu'à quelques contrôles d'identité. Un collectif Vélorution créé au printemps 2003 à l'initiative de Stéphane Lavignotte (alors journaliste, devenu depuis pasteur) sous le titre de Vélorution à partir d'un forum Internet relance en septembre 2003 des manifestations le premier samedi de chaque mois.
En référence à l'ouvrage d'Éric Le Braz (auteur de L'homme qui tuait des voitures), le porte-parole fictif de la vélorution parisienne se nommera Nicolas Carnoz, héros du roman d'Éric Le Braz. « Nicolas Carnoz est un justicier : il veut venger la mort de son fils Jonas, écrasé par une voiture lors d’une promenade à vélo. Nicolas Carnoz tue à l’arme blanche : il se sert de rayons de vélo aiguisés qu’il enfonce dans la gorge de ses victimes ». L'association Vélorution Paris Île-de-France utilisait une variante de ce nom et communiquait jusqu'en 2017 avec le pseudonyme « Camille Carnoz » en lui attribuant le rôle fictif de présidente ou président d'honneur[source insuffisante]. À partir de 2018, Vélorution Paris est principalement représenté dans les médias par un militant sous sa véritable identité. 
Des associations nommées Vélorution sont déclarées en 2004 à Toulouse, en 2005 à Paris, en 2006 à Cherbourg, en 2015 à Paris (Bastille), en 2016 à Poisy, en 2017 à Périgueux, en 2019 à Épinal.
Le mouvement Vélorution existe dans plusieurs villes de France dont Montbrison par exemple. Chaque groupe est autonome et s'organise généralement de manière informelle[réf. souhaitée]. 
Les relations des associations Vélorution locales et des municipalités sont diverses. À Toulouse, Vélorution fut expulsée de son local par la mairie de Toulouse.

## Actions militantes
Vélorution Paris participe le 31 octobre 2019 à un rassemblement organisé par des cyclistes de Saint-Denis pour demander l'installation de caméras de surveillance et la présence de policiers municipaux sur le lieu d'agressions de cyclistes sur le canal Saint-Denis.

### Vélorutions en France et dans le monde
En écho aux grandes masses critiques européennes (la « Ciemmona » en Italie ou la « Criticona » en Espagne), la Vélorution universelle voit le jour en 2010. Les premières éditions de cet événement annuel ont lieu à Paris, puis Concarneau, Marseille, Grenoble, Bruxelles, Toulouse et Nancy.
En Pologne, en 2011, un cycle de conférences nommé « Rowerolucja » (traduction : Vélorution) est animé par Olivier Schneider, ensuite président de la Fédération française des usagers de la bicyclette de 2015 à 2024.
En Belgique, en 2007, un parti politique « Vélorution ! », appartenant à l'alliance du Front des Gauches depuis les législatives de 2007 s'était présenté aux élections. Son slogan était : « Vélorution, objecteur de croissance ». Le parti était dirigé par Réginald de Potesta. 
En Tunisie, une association Vélorution, créée une première fois en Tunisie en 2012, a été réactivée en 2017 ; elle organise des masses critiques dans différents quartiers de Tunis et de sa périphérie.
À Londres, au Canada, aux États-Unis, Velorution est le nom de boutiques de vélo,,[source insuffisante].

## Littérature
- Éric Le Braz, L'Homme qui tuait des voitures, J'ai lu, 2003 : roman racontant l'histoire de la psychose qui s'empare de Paris lorsqu'un tueur en série s'attaque aux automobilistes.